# Het universum
Het universum (Origineel: The Universe in a Nutshell) is een populairwetenschappelijk boek van Stephen Hawking dat handelt over de theoretische natuurkunde. Met het boek probeert Hawking aan een breder publiek uit te leggen hoe bepaalde theorieën als de onvolledigheidsstellingen van Gödel en  p-branen in elkaar zitten. Daarnaast bevat het boek informatie over de geschiedenis en principes van de moderne natuurkunde. Het boek wordt over het algemeen gezien als het vervolg van Hawkings bestseller Het heelal.

## Inhoud
1. Een korte geschiedenis van de relativiteit
2. De vorm van de tijd
3. Het heelal in een notendop
4. Toekomst voorspellen
5. Het verleden beschermen
6. Onze toekomst, Star Trek of niet?
7. Heerlijke nieuwe branenwereld